# Американски нинджа 4
„Американски нинджа 4“ (на английски: American Ninja 4: The Annihilation) е американски екшън филм от 1990 година с участието на Дейвид Брадли и Майкъл Дудикоф.
 Внимание:  Текстът по-долу разкрива сюжета на произведението (или части от него)!
ЦРУ агентът Шон Дейвидсън (Дейвид Брадли) е изпратен на нова мисия. Оказва се, че ситуацията е наистина сериозна. Полковник Скот Мългрю (Джеймс Буут) от американската армия се обединява с шейх Максуд, мюсюлмански бунтовник, който обучава тайна армия от нинджи в стар британски форт.
Джо Армстронг (Майкъл Дудикоф), пенсиониран вече специален командос е примамен, да помогне Шон Дейвидсън (Дейвид Брадли).

## Филми от поредицата за „Американски нинджа“
Поредицата „Американски нинджа“ включва 5 филма:
- „Американски нинджа“ (1985)
- „Американски нинджа 2“ (1987)
- „Американски нинджа 3“ (1989)
- „Американски нинджа 4“ (1990)
- „Американски нинджа 5“ (1993)